# الحملة الإسبانية على الجزائر (1541)
معركة الجزائر (أكتوبر 1541) (معركة باب الواد، معركة الجزائر الكبرى) في السادس عشر من أكتوبر عام 1541 أقلع الاسطول الصليبي باتجاه مدينة الجزائر وكانت أخبار الأسطول تصل للجزائريين من حين لآخر وفي يوم الأربعاء التاسع عشر ظهر الأسطول في مياه الجزائر فتعجب العثمانيون لكثرة سفنه، أرسل حسن آغا الطوشي (حاكم الجزائر بالنيابة عن الوالي خير الدين بربروس) فرساناً إلى جبل بوزريعة ليتحققوا من الأسطول فلم يرجعوا بشيء، في الثالث والعشرين بدأ الصليبيون ينزلون في الحامة شرقي مدينة الجزائر، قاومهم الإنكشاريين لكن الأسطول قصفهم بالمدفعية وأبعدهم. في اليوم الذي أتم فيه العدو حصار الجزائر خرج العتمانيين بزعامة أحمد باشا فهجموا على المعسكر الذي أقامه العدو وقتلوا منهم أكثر من ثلاثة آلاف وانتهت المعركة بانتصار الشعب الجزائري وذاقت الحملة الاسبانية بقيادة شارلكان هزيمة نكراء.

## تمهيد
أرسلوا إلى السلطان العثماني يطلبون منهم ضم الجزائر إلى الدولة العثمانية ومساعدتهم في منع الاحتلال الإسباني لسواحله، فوافق وأرسل قائديه خير الدين بربروسا وأخاه عروج لضمها للدولة العثمانية، وبعد فترة وجيزة استشهد عروج وبقي خير الدين يقود الجزائر وحده.
عمل خير الدين على تقوية الأسطول الجزائري ليكون أداة تهديد رادعة للعدوان الإسباني، وليقوم بدور هام في نجدة مسلمي الأندلس الذين كانوا يعانون الفظائع والويلات من الإسبان، وابتداء من سنة 936هـ ـ 1529م، قامت نيابة الجزائر وقائدها «خير الدين» بجهود رائعة في إنقاذ آلاف المسلمين من إسبانيا، وتضررت إسبانيا من نجاح خير الدين في الشمال الإفريقي، وكانت إسبانيا يتزعمها وقتها شارلكان إمبراطور الدولة الرومانية المقدسة وهي تضم وقتها كل من إسبانيا وبلجيكا وهولندا وألمانيا والنمسا وإيطاليا، وكان شارلكان يعتبر رأس العالم الصليبي، كما أن السلطان سليمان القانوني هو رأس العالم الإسلامي، لذلك اعتبر «شارلكان» جهود «خير الدين» لنجدة مسلمي الأندلس اعتداءً عليه وقرر الهجوم على بلاد الجزائر واجتياح سائر بلاد الشمال الإفريقي.
نظرًا لجهود خير الدين العظيمة قرر السلطان سليمان القانوني الاستعانة بجهوده في الجبهة الأوروبية وقام بنقله إلى إسطنبول وتولى مكانه في قيادة الجزائر حسن الطوشي وهو رجل لا يقل كفاءة عن خير الدين، فانتهز شارلكان الفرصة وقرر القيام بعمل ضخم ضد الشمال الإفريقي ولكنه انتظر حتى أنهى خلافاته الكبيرة مع ملك فرنسا فرانسوا الأول سنة 945هـ ـ 1538م، ثم دعا بعدها لحملة صليبية ضخمة على الجزائر اشترك فيها بجانب جنسيات الدول التابعة للإمبراطورية الرومانية فرسان مالطة وكرسي البابوية، وبلغ تعداد الحملة مئات الآلاف وأكثر من ستمائة سفينة، وسار شارلكان بحملته الصليبية الجرارة ورسا على شواطئ الجزائر في 28 جمادى الآخرة 948هـ.

## احداث المعركة
اجتمع حسن الطوشي مع زعماء الجزائر وقادة جنده وقرروا الدفاع عن البلاد حتى آخر قطرة في دمائهم، واستثار حسن الطوشي حمية المسلمين هناك حتى أقسموا جميعًا على الموت في سبيل الله والإسلام، وأسرع «حسن» وأعد جيوشه واستعد لمعركة حاسمة على أرض الجزائر، وقد رأى «شارلكان» تجهيزات أهل الجزائر ودفاعاتهم فسخر منها وأراد أن يدخل عليهم الهزيمة النفسية، فأرسل إليهم برسائل تهديد ووعيد وإنذار بالويل والثبور إن هم لم يسلموا البلد له، ولكن حسن الطوشي رد عليه برسائل قوية تفيض عزة وكرامة أهل البلد فقال له: «تعال واستلم القلعة والبلد إن قدرت، ولكن لهذه البلاد عادة، أنه إذا جاءها العدو لا يعطى إلا الموت» وذكره بهزيمة إسبانيا على سواحل الجزائر مرتين من قبل وأن الثالثة ستحصل له بإذن الله.
أيقن شارلكان أن أهل البلاد مصممون على الدفاع عنها خاصة بعد أن طلبوا منه أن يسمح لمن أراد الخروج من أهل الجزائر مثل النساء والأطفال بالمرور، وما كان في ظن شارلكان ومن معه أن المدينة ستصمد أو تقاوم وكانت مشروعاتهم تدور فيما بعد الجزائر، فلم ينزلوا مدافع القصف وفوجئوا بمقاومة في منتهى العنف والشدة خاصة من كتائب المتطوعين الذين انهالوا على مدينة الجزائر بمجرد سماعهم نزول الإسبان عليها، وكانوا أجدر وأخبر بأرض المعركة من عدوهم، ثم جاءت الإمدادات الإلهية حيث هبت ريح عاصفة وزوابع بحرية قوية قلبت سفن العدو وخيامه ومعسكره، وانهال المطر على المنطقة فأفسد مفعول البارود.
حاول شارلكان وسط هذه الكوارث حفظ ماء وجهه بالهجوم الشامل على مدينة الجزائر عبر باب الواد في 4 رجب 948هـ ـ 21 أكتوبر 1541م، وعندها كشف أهل الجزائر عن الوجه الحقيقي وظهرت بطولات رائعة خاصة من كتيبة الحاج بكر قائد الفرسان التي أوقعت خسائر كبيرة في صفوف المقدمة الإسبانية، واتبع المسلمون أسلوب الكر والفر العربي القديم في التعامل مع العدو الإسباني، وفشلت محاولات شارلكان لكسب ولو شبر من أرض الجزائر، واضطر لأن يلملم أشلاء جيشه وحملته الفاشلة ويبحر على من بقي من أسطوله المحطم من عار وخزي الهزيمة. توجه شارلكان إلى إيطاليا ولم يتوجه إلى إسبانيا، وكان لفشل شارلكان في حملته الصليبية على الجزائر أثر عميق على الصعيد العالمي بأسره، فلقد نزلت أخبار الهزيمة كالصاعقة على أوروبا وانفرط عقد التحالف الأوروبي الصليبي وانفض الجميع من حول شارلكان الذي لم تقم له بعدها قائمة، وظل يلعق جراح هزيمته بالجزائر حتى هلك بعدها بقليل.

## وصلات خارجية
- معركة باب الواد: 4 رجب 948هـ
- الرايس حميدو.. أمير البحار الجزائري
- بطل من الجزائر وفخر العرب والمسلمين في (باب الواد )